# Índex de cites
Els índexs de cites recopilen informació sobre les cites bibliogràfiques que es realitzen en els articles acadèmics. Això fa possible saber les cites rebudes per un autor o per un treball concret. Serveix, per tant, com a indicador de la qualitat d'un article.

## Objectius
- Examinar els mètodes d'avaluació de la qualitat de la recerca.
- Conèixer els sistemes d'obtenció d'informació sobre impacte de publicacions.
- Fer servir els recursos d'informació de citacions i factor d'impacte.

## Continguts
- L'avaluació de la qualitat de la investigació científica.
- Recursos d'informació per a l'obtenció del factor de impacte.
- Recursos d'informació per a l'anàlisi de citacions.
- Tècniques de recerca d'informació en recursos per a l'avaluació de la ciència.

## Citar
Citar significa ‘requerir algú perquè comparegui en un lloc i en un moment determinats.’ Si la compareixença es fixa per a un dia determinat, farem servir citar a dia cert i si, en canvi, es dona un termini per comparèixer, usarem citar a termini. De tota manera, normalment el context ja ens especifica de quin cas es tracta; per tant, n'hi ha prou dient citar.
La citació és una comunicació escrita d'un òrgan jurisdiccional mitjançant la qual convoca algú per comparèixer i actuar. S'acostuma a iniciar indicant quina és la base per expedir-la (una resolució, un article); tot seguit s'indica el lloc, la data i l'hora o el termini en què la persona citada ha de comparèixer, l'objecte (per exemple declarar en una vista) i en quina qualitat, si escau. Finalment s'especifiquen les conseqüències en cas d'incompareixença. I el nom i l'adreça de la persona que se cita se solen posar al final del document.
En elaborar un treball científic, es parteix de la bibliografia existent per corroborar i fonamentar el que s'exposa en el mateix. El registre d'aquestes fonts, que més tard formarà els índexs de cites, suposa un requisit indispensable per a la fonamentació de l'aparell crític de l'obra, a més d'un reconeixement als seus predecessors. Aquest registre s'efectua a través de cites bibliogràfiques, referències o mencions que un autor fa d'un treball anterior en què s'ha basat o que ha consultat. El problema fonamental de les cites és la seva manca d'uniformitat, tant en el motiu de la cita com en la seva rellevància. Una cita pot servir simplement per il·lustrar el coneixement que s'exposa, per agrair a un altre autor una cita prèvia o fins i tot per interès, buscant treure un benefici amb la cita.
Garfield (1978), químic, a més d'especialista en documentació i lingüista, aporta una llista de 15 raons per citar. Tot i que no són les úniques, es pot dir que són les principals:
1. Homenatjar els pioners.
2. Esmentar treballs relacionats.
3. Identificar metodologia, equipaments, etc.
4. Proveir lectures retrospectives.
5. Corregir el propi treball.
6. Corregir el treball d'altres.
7. Criticar treballs previs.
8. Mantenir la prioritat.
9. Alertar sobre treballs vinents.
10. Proveir un mecanisme de difusió de treballs mal indexats, poc difosos o citats.
11. Autentificar dades.
12. Identificar publicacions originals en les quals va ser discutida una idea o concepte.
13. Identificar publicacions originals en les quals va ser discutit un concepte o terme epònim.
14. Refutar idees o treballs aliens.
15. Discutir prioritats.

Smith (1981) apunta les següents raons per citar un document:
1. Pagar tribut als predecessors.
2. Donar crèdit als treballs relacionats (tribut als contemporanis).
3. Identificació de metodologia i equips.
4. Oferir antecedents als lectors.
5. Correcció dels nostres propis treballs.
6. Correcció del treball d'altres.
7. Crítica de treballs previs.
8. Comprovar reivindicacions.
9. Alertar de propers treballs.
10. Oferir pistes d'altres treballs poc disseminats, pobrament indexats o que no han estat citats.
11. Identificar publicacions originals en les quals una idea o concepte es va discutir.
12. Identificar publicacions originals o altres treballs que descriuen un concepte o terme eponímico.
13. Negar la feina o les idees d'altres.
14. Disputar les reclamacions prioritàries d'altres (negació de tribut).

Com podem veure, les raons per citar un document aportades per Garfield i les aportades per Smith són pràcticament les mateixes, fins i tot coincideixen. Això ens permet veure com un d'ells ha citat a un altre i ho ha llegit en algun moment, ja que un dels dos s'ha fixat en l'altre per fer aquesta llista.
El problema d'aquesta manca d'unicitat en els sistemes de citació, i d'uns motius que de vegades són poc clars, es posa de manifest en intentar utilitzar les cites com a indicador de la qualitat de l'article, resultant insuficient un recompte quantitatiu del número per a la determinació.
D'altra banda, els criteris de citació no són sempre estrictament científics; algunes coincidències aleatòries, com l'idioma o el lloc geogràfic, poden determinar l'impacte d'un article i la seva citació en treballs posteriors. Aquest problema es pot observar, per exemple, en el cas de les publicacions iberoamericanes, l'impacte internacional és escàs en ser poc visibles, de manera que no es troben recollides en índexs de cites i, en conseqüència, són escassament citadas.
Un altre factor que determina l'impacte d'un article és l'accés que es tingui del mateix. Un document accessible sempre tindrà més possibilitats de ser citat que un que no ho és tant, ja sigui estant disponible per a un grup d'investigadors o que estigui indexat en fonts d'informació secundàries.
El problema de l'accessibilitat i visibilitat s'ha vist en part solucionat per projectes de lliure accés, com el projecte Xarxa ALyC, que permeten la difusió de la literatura científica i donen visibilitat a articles que d'altra manera no la tindrien.
Passa, per tant, un problema pel que fa a la citació i qualitat que s'esqueixa de l'índex de cites i de l'anàlisi de les mateixes, ja que no tots els articles són igualment citats, ni tots són necessàriament citats; no tots els articles són citats, ni recuperats, ni són els millors -pel que fa als coneixements que puguin contenir- dins dels que han estat citats (Ferreiro Aláez, 1993). Això pressuposa que la qualitat dels articles, pel que fa al nombre de citacions que rep, no té un caràcter objectiu ni del tot precís, sinó més aviat subjectiu, ja que molts articles se citen perquè no estan restringits a un àmbit d'estudi concret, ni a una àrea geogràfica específica; també influeix que els articles moderns són més fàcilment difundibles en l'actualitat i això permet que siguin llegits per més persones o autors que possiblement vagin a citar aquests articles. Existeixen, a més, molts altres factors com l'anomenada "citació interna" o autoreferències (cita d'un article a un altre dins de la mateixa revista) i també els ja esmentats col·legis invisibles.
Dins el concepte d'índex de cites és important tenir en compte el terme "anàlisi de cites" que serveix com a eina analítica que utilitza les cites i referències dels documents científics (Garfield, 1978). Li Pair (1988) diu que l'anàlisi de cites és probablement una bona eina d'avaluació per als camps científics que utilitzen la revista com a canal de comunicació.
Lord (1984) indica que pot emprar-se l'anàlisi de citacions per explicar cites que permetin avaluar les publicacions científiques, per conèixer la bibliografia citada per dos documents o per a una anàlisi de co-cites, que ens permetin estudiar el desenvolupament de la ciència en un camp específic. Eddhe (1990) indica tres aplicacions principals: "avaluació qualitativa i quantitativa dels científics, de les publicacions i dels organismes investigadors; modelar el desenvolupament històric de la ciència i de la tecnologia; i per a recerca i recuperació de la informació ".

## Eines
Aquests índexs de cites permeten la recerca cap enrere en el temps i amb vista al futur com no és possible amb els índexs tradicionales. El seu antecedent més antic són els llibres de cites, del segle xix.
El primer índex de cites conegut va ser l'elaborat per Eugene Garfield, arran d'un encàrrec del National Institute of Health (NIH) dels EUA per realitzar un índex de cites especialitzat en genètica. D'aquest encàrrec va néixer el SCI (Science Citation Index) el 1961, un any després de la fundació de l'ISI (Institute for Scientific Information), amb 1,4 mill. de cites, a partir del buidatge de 613 revistes (Martínez Morilla, J. A., 2006). Va ser també l'inici dels índexs multidisciplinars, en adonar Garfield de la complicació que suposava desenvolupar un índex tan específic.
L'eina fonamental és la Web of Science (WOS), de l'empresa nord-americana Thomson Scientific (inicialment anomenada Institute for Scientific Information, ISI).
Des de 1963, ISI compta amb tres bases de dades que ofereixen cites: Science Citation Index Expanded, que referència a més de 6.000 revistes científiques, Social Science Citation Index, que referència a més de 1.700 revistes de les Ciències Socials, i Art and Humanities Citation Index, que referència a més de 1.140 revistes en l'àrea de les Humanitats i l'Art. Aquests índexs poden utilitzar-se de manera individual o conjunta i són multidisciplinaris dins del seu àmbit d'abast.
També publica anualment l'ISI Journal Citation Reports (JCR) en dues edicions: Ciències i Ciències Socials.
La funció principal d'aquestes bases de dades és obtenir informació sobre articles científics publicats. Una manera d'obtenir aquesta informació és per la recerca del nom de l'investigador que encapçala la llista d'autors, tenint en compte que l'autor principal no és sempre el que encapçala la llista. L'ordre en què apareixen els autors pot ser alfabètic, per importància (ascendent o descendent) o fins i tot rotatiu, normalment en grups de recerca fijos.
És convenient no oblidar que Thomson Scientific no deixa de ser una empresa, que aplica un sistema d'acord amb els seus propis interessos i orientació, buscant obtenir un benefici econòmic amb el servei que presta. El monopoli causat pel seu ús per a l'avaluació de la Ciència en l'àmbit internacional ha generat un important rebuig i crítiques generalitzades als seus criteris de selecció (Urbano Salido, C., 2002).
Entre aquests requisits expliquen la periodicitat regular, l'edició internacional, l'ús de l'anglès en els articles (almenys en el títol, el resum i les paraules clau) i el procés de revisió per parells, sempre passant pel filtre posterior de l'empresa, que determina si el contingut d'una nova publicació enriqueix o no la base de dades o si el tema ja està adequadament tractat.
Les crítiques als seus criteris de selecció es fonamenten en la manca de cobertura d'àrees lingüístiques no angleses i dels països en vies de desenvolupament, i l'incompliment temporal d'algun dels seus criteris. A més, caldria sumar a l'anterior les deficiències de les quals emmalalteix qualsevol índex de cites, com el fet que les revisions obtinguin, moltes vegades, més cites que els propis articles, la major citació d'articles en revistes de prestigi i gran visibilitat, o el fet que la investigació bàsica es citi més que la investigació aplicada.
Però els índexs de l'ISI no són els únics. Un altre índex de cites a nivell internacional és l'elaborat per l'Institute of Electrical Engineers, que va començar a principis del s. XX.
Les publicacions espanyoles estan escassament representades encara en la Web of Science (WOS), de manera que, a causa d'això, es pot recórrer a altres eines per accedir-hi.
En el camp de les Ciències ha exemples com:
- Índex de Cites i Indicadors bibliomètrics de Revistes Espanyoles de Medicina Interna i les seves Especialitats, de principis dels anys 90 del s. XX, elaborat per l'Institut d'Estudis Documentals i Històrics sobre la Ciència (IEDHC) de València.
- Factor d'Impacte Potencial de les Revistes Mèdiques Espanyoles, de l'Institut d'Història de la Ciència i Documentació "López Piñero" (IHCD) de València, més actual. Amb aproximadament 100 revistes-fonts nacionals sobre medicina. Entre els seus criteris de selecció compte la inclusió a: IME i en alguna base de dades internacional com Medline, Embase o SCI.
- Indicadors CUIDEN sobre Infermeria, de la Fundació Index.

Per a les àrees d'Humanitats i Ciències Socials:
- IN-RECS: especialitzat en l'àmbit de les Ciències Socials (Antropologia, Biblioteconomia i Documentació, Ciència Política i de l'Administració, Comunicació, Economia, Educació, Geografia, Sociologia, Psicologia i Urbanisme).
- IN-RECJ: elaborat pel mateix equip d'IN-RECS, ofereix cites d'autors de revistes jurídiques espanyoles.
- IN-RECH: especialitzat en l'àmbit de les Ciències Humanes.

- ModernitasCitas: base de dades de cites en espanyol sobre Història Moderna elaborada pel CSIC i la Universitat Carles III.
- Citations in Economics (CITEC): analitza les cites que es recullen en els treballs inclosos en Research Papers in Economics (RePEc). Ofereix informació sobre el nombre de citacions que rep un autor o qui ha citat un determinat treball.
- Google Scholar o Google Acadèmic: ofereix dades de cites d'autors i dels seus treballs quan s'escau. Cerca tant en articles de revistes i en llibres, com en capítols de llibres.
- Google Books o Google Llibres: permet trobar els documents que citen un llibre. Es poden buscar les cites a través dels llistats bibliogràfics. Inclou Google Acadèmic.
- En bases de dades especialitzades, com ABI / INFORM, ERIC, MathSciNet, ScienceDirect ...

Aquests instruments nacionals resulten útils per mesurar l'impacte de la Ciència produïda en España. A més, hi ha una sèrie d'aplicacions web que permeten treballar sobre les cites:
- Publish or Perish: programari que recupera i analitza les cites acadèmiques fent servir Google Scholar.
- Citation-Gadget: aplicació Google que permet buscar el nombre total de cites d'un autor. Ofereix un recompte de cites total i el nombre total de publicacions citades.
- Scholarometer: facilita l'anàlisi de cites i ajuda als autors a avaluar l'impacte de les seves publicacions.
- Google Scholar Citations: permet a l'autor fer un seguiment de les cites dels seus articles (requereix donar-se d'alta).